# Psi1 Aquarii
Psi1 Aquarii (ψ1 Aqr / 91 Aquarii / HD 219449) es una estrella de la constelación de Acuario. Comparte la denominación de Bayer «Psi» con Psi2 Aquarii y Psi3 Aquarii, siendo todas ellas estrellas independientes. Mientras que Psi1 Aquarii se encuentra a 150 años luz del sistema solar, Psi2 Aquarii está a más del doble de distancia y Psi3 Aquarii está a una distancia intermedia entre ambas.
Psi1 Aquarii es una estrella de magnitud aparente +4,24. Es una estrella múltiple cuya estrella principal, Psi1 Aquarii A es una gigante naranja de tipo espectral K0III. Su radio es 10 veces más grande que el radio solar y es 50 veces más luminosa que el Sol.
Con una masa aproximada 2,5 veces mayor que la masa solar, durante su estancia en la secuencia principal fue una estrella blanco-azulada de tipo B8.
Desde 2003 se conoce la existencia de un planeta en órbita alrededor de Psi1 Aquarii A.
Visualmente a 49,6 segundos de arco de la estrella primaria se puede observar una binaria compuesta por dos estrellas de décima magnitud, Psi1 Aquarii B y Psi1 Aquarii C, separadas entre sí 0,3 segundos de arco.
Ambas son enanas naranjas de tipo K3, siendo la separación media entre ellas de 21,5 UA. El período orbital de esta binaria es de 84 años.
La distancia real respecto a Psi1 Aquarii A es superior a 2300 UA.

## Sistema planetario
En 2003 se anunció el descubrimiento de un planeta extrasolar, llamado Psi1 Aquarii b o 91 Aquarii b, orbitando la estrella gigante Psi1 Aquarii A. Se trata de un planeta gigante cuya distancia a la estrella es algo menor que la que existe entre Mercurio y el Sol, siendo su período orbital de medio año justo.
| Acompañante (En orden desde la estrella) | Masa (MJ) | Período orbital (días) | Semieje mayor (UA) | Excentricidad |
| ---------------------------------------- | --------- | ---------------------- | ------------------ | ------------- |
| Psi1 Aquarii b                           | > 2,9     | 182                    | 0,3                | 0             |